# Lachesana salam
Espèce
Lachesana salam est une espèce d'araignées aranéomorphes de la famille des Zodariidae.

## Distribution
Cette espèce se rencontre en Israël, en Palestine et en Syrie.

## Description
Les mâles mesurent de 9 à 13 mm.

## Systématique et taxinomie
Cette espèce a été décrite par Hammouri, Ganem et Gavish-Regev en 2024.

## Publication originale
- (en) Finkel, Ben-Asher, Shmula, Armiach Steinpress, Ganem, Hammouri, Garcia, Szűts et Gavish-Regev, « Arachnid assemblage composition diverge between south- and north-facing slopes in a Levantine microgeographic site », Diversity, vol. 16, no 540,‎ 2024, p. 1-40 (lire en ligne)